# Tylecodon cordiformis
Tylecodon cordiformis är en fetbladsväxtart som beskrevs av G. Williamson. Tylecodon cordiformis ingår i släktet Tylecodon och familjen fetbladsväxter. Inga underarter finns listade i Catalogue of Life.